# Restructuration, normalisation et validation postale
 (juillet 2012).
Si vous disposez d'ouvrages ou d'articles de référence ou si vous connaissez des sites web de qualité traitant du thème abordé ici, merci de compléter l'article en donnant les références utiles à sa vérifiabilité et en les liant à la section « Notes et références ».
RNVP est le sigle de Restructuration Normalisation Validation Postale.

## Description
Il s'agit d'un traitement informatique pour les adresses postales qui permet :
- une mise au format et une normalisation d'adresses selon la norme AFNOR NF Z 10-011 du 19 janvier 2013 (règles d'écritures d'une adresse au sein d'une base de données),
- de corriger des adresses comportant des erreurs, de valider leur existence pour que les courriers et colis arrivent bien à destination, et de rejeter des adresses qui ne sont pas corrigeables de façon fiable, afin d'éviter des envois inutiles (appelés 'PND' (Plis Non Distribuables) par La Poste, ou anciennement courriers 'NPAI' (N'habite Pas à l'Adresse Indiquée)).

Pour valider postalement l’existence d'une adresse, les logiciels RNVP s'appuient sur les référentiels géographiques construits par le Service National de l'Adresse :
- Hexaposte : recense l’intégralité des codes postaux (incluant les codes cedex), les communes et lieux-dits de France, que l'on retrouve sur les lignes 5 et 6 de l'adresse.
- Hexavia : référentiel des voies de France (rues, boulevards, avenues...) que l'on retrouve selon la norme de l'adresse sur la ligne 4.

Il existe d'autres référentiels, mais qui ne sont pas indispensables pour réaliser une RNVP selon la norme AFNOR :
- Hexaligne3 : tables de correspondance entre des éléments de ligne 3 de l'adresse (Bâtiments, Résidences, Lotissements, ...) et leur situation géographique (numéro - type de voie - libellé de la voie au sein d'un code postal fiabilisé). Hexaligne3 permet, par exemple, d'ajouter une résidence à une adresse donnée, ou inversement, en fonction d'un bâtiment connu dans Hexaligne3, d'ajouter la voie en cas d'absence dans l'adresse.
- Hexaclé : permet une codification des adresses postales (pour simplifier leur stockage dans certaines base de données), et contient les bornes des numéros existant dans une voie donnée.
- Cedexa : Adresses géographiques des quelque 160 000 établissements ayant souscrit au service Cedex de La Poste.

Le traitement RNVP va faire en sorte que les adresses soient libellées correctement selon la norme AFNOR NF Z 10-011.
La plupart des ministères, ainsi que l'entreprise privée Orange, utilisent le fichier des noms de voies Fantoir.
La Poste utilise son propre fichier, dénommé Hexavia, et, bien qu'élaboré dans les mêmes conditions juridiques que Fantoir, il n'est pas publié sous licence libre comme en fait obligation la directive Inspire, mais commercialisé.

## Standardisation
Pour s'y conformer, une adresse doit être rédigée selon une structure précise(cf encadré ci-contre), et doit répondre à plusieurs règles parmi lesquelles :

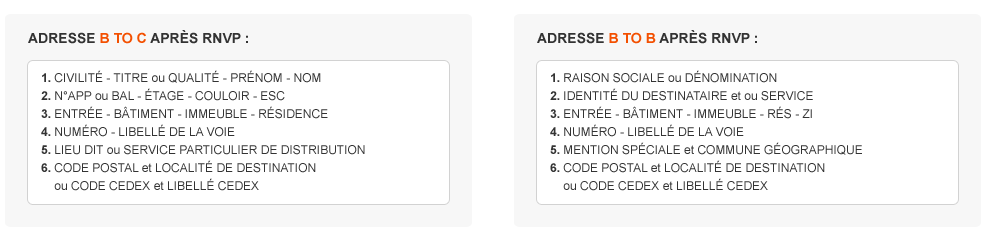
Structure de rédaction de l'adresse postale

- six lignes maximum (éventuellement une septième pour l'ajout d'un pays), et d'une longueur maximum de 38 caractères.
- le couple « Code Postal / Ville » (ligne 6) en majuscule obligatoirement, mais recommandé dès la ligne 3 : cela facilite la reconnaissance optique des adresses dans le cadre de la mécanisation du courrier par La Poste.
- de la voie jusqu'aux codes-postaux / communes, en chiffres, lettres, espaces à l'exclusion de tout autre signe ou caractère (virgules, tirets, etc.). (Lignes 4, 5 et 6).
- des adresses « tassées » pour rendre l'adresse plus esthétique (pas de ligne à vide), et des lignes alignées vers la gauche.

Bien que comportant de nombreux avantages, la RNVP reste un traitement très complexe. Aussi, le Service National de l'Adresse procède à une homologation des logiciels RNVP des éditeurs ou des prestataires de services utilisant leur propre solution.